# Лазарев, Андрей Максимович
Лазарев Андрей Максимович (1865—1924) — офицер Российского императорского флота, участник Русско-японской войны, защитник Порт-Артура, Георгиевский кавалер, контр-адмирал. В годы Гражданской войны служил в Добровольческой армии и ВСЮР, в 1919 году произведён в вице-адмиралы. Эмигрировал из России.

## Биография
Андрей Максимович Лазарев родился 20 января 1865 года в Таврической губернии в дворянской семье Максима Андреевича (1837—1884) и Софьи Васильевны Лазаревых. Внук вице-адмирала А. П. Лазарева (1787—1849), внучатый племянник адмирала М. П. Лазарева (1788—1851) и контр-адмирала А. П. Лазарева (1793—1856). У Андрея была сестра Елена и брат Дмитрий — инженер-кораблестроитель Севастопольского порта.
По семейной традиции выбрал профессию военного моряка, в службе с 1882 года. 1 октября 1885 года окончил Морское училище 26-м по успеваемости, произведён в мичманы с назначением на Балтийский флот. Служил на броненосном фрегате «Адмирал Лазарев». В 1887 году окончил Водолазную школу в Кронштадте. Служил водолазным офицером на блокшиве «Гиляк», парусно-паровом крейсере «Африка», броненосном корабле «Император Александр II» и блокшиве «Богатырь». 7 сентября 1890 года окончил Минный офицерский класс и был зачислен в минные офицеры 2-го разряда. Служил на миноносце № 91. 1 января 1892 года произведён в лейтенанты. В 1893—1896 годах служил в отряде миноносок при 18-м флотском экипаже (заведующий миноносками № 71, 64, 104, 28, 36, 42 и 16). В 1896 году зачислен в минные офицеры 1 разряда. 1 июля 1897 назначен минным офицером эскадренного броненосца «Петропавловск».

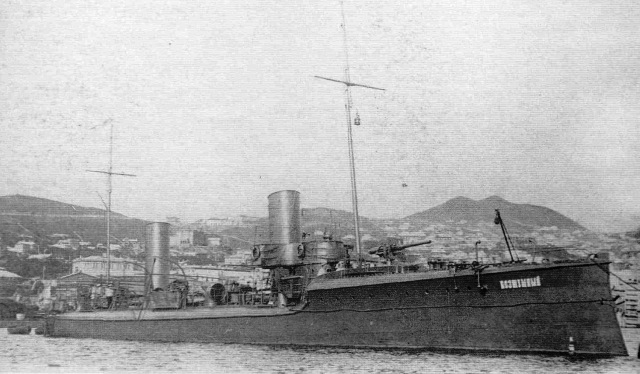
Миноносец «Касатка»

В январе 1898 года переведён в Сибирский флотский экипаж. 10 мая 1898 года назначен минным офицером минного транспорта «Алеут», а с ноября 1898 года служил в той же должности на мореходной канонерской лодке «Манджур». Участник похода русских войск в Китай 1900—1901 года и подавления восстания «боксёров» в 1900 году.
25 июля 1901 года назначен командиром эскадренного миноносца «Касатка». Приговором временного военно-морского суда в Порт-Артуре, по делу о столкновении миноносца «Касатка» с броненосным крейсером I ранга «Адмирал Нахимов» лейтенанту Лазареву был объявлен выговор за неосторожность (полностью помилован императором Николаем II 22 апреля 1902 года). В марте 1902 года миноносец был переименован в «Бесшумный». В декабре 1901 года зачислен на оклад содержания капитан-лейтенанта по цензу и назначен старшим офицером минного крейсера «Всадник», в октябре-декабре 1903 года исполнял обязанности командира корабля.

### Участие в Русско-японской войне

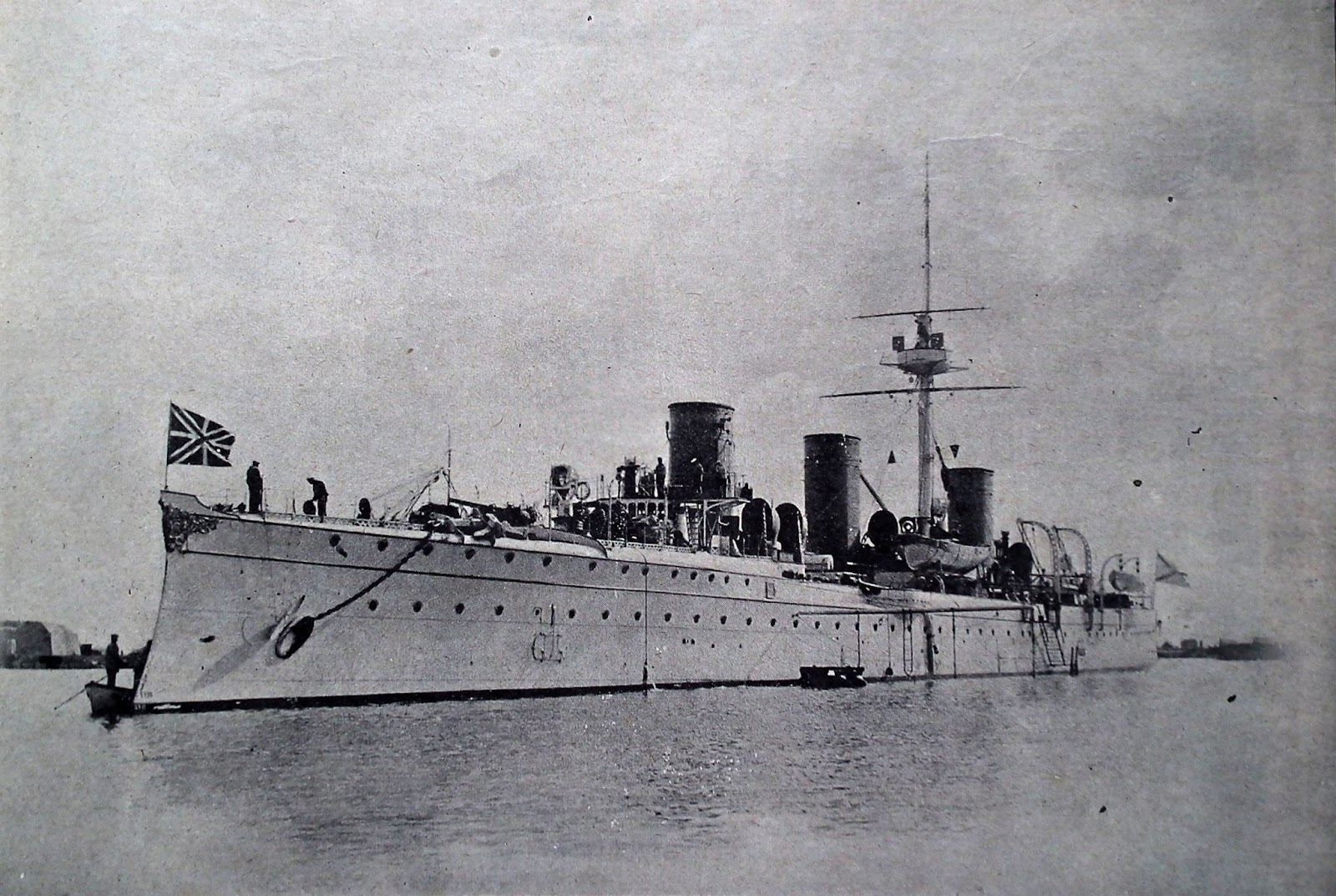
Крейсер II ранга «Новик»

Участник русско-японской войны 1904—1905 годов и обороны Порт-Артура.1 января 1904 года назначен старшим офицером крейсера II ранга «Новик». 14 марта 1904 года «за проявленное особое мужество, воинскую доблесть и в воздаяние отличной храбрости во время отражения внезапной мин. атаки на эскадру Тихого океана 26-27 января 1904» был награждён орденом Святого Владимира 4-й степени с мечами и бантом и произведён в капитаны 2 ранга. В апреле-мае 1904 года командовал минным крейсером «Всадник», на котором проводил минные траления перед выходом в море кораблей эскадры. С мая по декабрь 1904 года командовал мореходной канонерской лодки «Отважный». 11 октября 1904 года был награждён «за сторожевую службу, охрану прохода в Порт-Артур и обстреливание неприятельских позиций» орденом Святой Анны 2 степени с мечами. 20 декабря 1904 года, накануне сдачи крепости Порт-Артур японцам, канонерская лодка «Отважный» была затоплена экипажем по приказу командира в бухте Белого Волка. 20 декабря 1904 года «за храбрость и самоотвержение, оказанные в делах против неприятеля» награждён орденом Святого Георгия 4-й степени, а 12 декабря 1905 года — золотой саблей «За храбрость».

Броненосец «Император Александр II»

В мае 1906 года переведён на Черноморский флот и назначен командиром минного крейсера «Капитан-лейтенант Баранов», но менее чем через год, в марте 1907 года, переведён на Балтику с назначением командиром канонерской лодки «Бобр II», которая входила в Учебно-артиллерийский отряд Балтийского флота. 29 марта 1909 года произведён в капитаны 1-го ранга. 28 сентября 1909 года назначен командиром броненосца «Император Александр II» того же Учебно-артиллерийского отряда. В мае 1913 года стал постоянным членом комиссии для приёмных испытаний вновь построенных и ремонтирующихся судов по минной части. 6 апреля 1914 года произведён в контр-адмиралы на основании ст.ст. 49 и 54 Статута ордена Святого Георгия (со старшинством с 29 марта 1913 года).
С января 1916 по май 1918 года был начальником 1-го отряда Транспортной флотилии Черного моря. В годы Гражданской войны участвовал в Белом движении на Юге России, служил в Добровольческой армии и ВСЮР. В апреле 1919 года назначен временным членом Кассационного присутствия от флота. 24 ноября 1919 года произведён в вице-адмиралы.
Эмигрировал в Ливан, проживал с семьёй в Бейруте.
Умер Андрей Максимович Лазарев 20 февраля 1924 года в Бейруте от скоротечной чахотки. Погребён в фамильном склепе Бейрутского митрополита.

## Награды
Андрей Максимович Лазарев был награждён орденами и медалями Российской империи:
- орден Святого Станислава 3-й степени (01.01.1894);
- орден Святой Анны 3-й степени (6.12.1896);
- орден Святого Станислава 2-й степени с мечами (6.12.1901);
- орден Святого Владимира 4-й степени с мечами и бантом (14.3.1904);
- орден Святой Анны 2-й степени с мечами (11.10.1904);
- орден Святого Георгия 4-й степени (20.12.1904);
- Золотое оружие «За храбрость» (12.12.1905),
- орден Святого Владимира 3-й степени (6.12.1914);
- орден Святого Станислава 1-й степени (30.7.1915);
- мечи к ордену Святого Станислава 1-й степени (30.7.1915);
- Серебряная медаль «В память царствования императора Александра III» (1896);
- Серебряная медаль «За поход в Китай» (1902);
- Серебряная медаль «В память русско-японской войны» с бантом (1906);
- Светло-бронзовая медаль «В память 300-летия царствования дома Романовых» (1913);
- Крест «За Порт-Артур» (1914);
- Светло-бронзовая медаль «В память 200-летия морского сражения при Гангуте» (1915).

## Семья
Был женат на Марии Николаевне (урожд. Руджовская) дочери отставного генерал-майора. В семье было два сына: Максим (19.8.1890-16.5.1935), Николай (род. 24.11.1898) и четыре дочери: Софья (род. 24.7.1892), Маргарита (род. 24.1.1894), Елизавета (род. 16.10.1895), Анна (10.1.1906), Вера (15.2.1908). Старший сын Максим был военным моряком, капитаном 2 ранга, участником Первой мировой войны, покончил жизнь самоубийством из-за долгов.